# Elattostachys erythrocarpa
Elattostachys erythrocarpa är en kinesträdsväxtart som beskrevs av F. Adema. Elattostachys erythrocarpa ingår i släktet Elattostachys och familjen kinesträdsväxter. Inga underarter finns listade i Catalogue of Life.